# Kartal (instrument)
Pour les articles homonymes, voir Kartal.

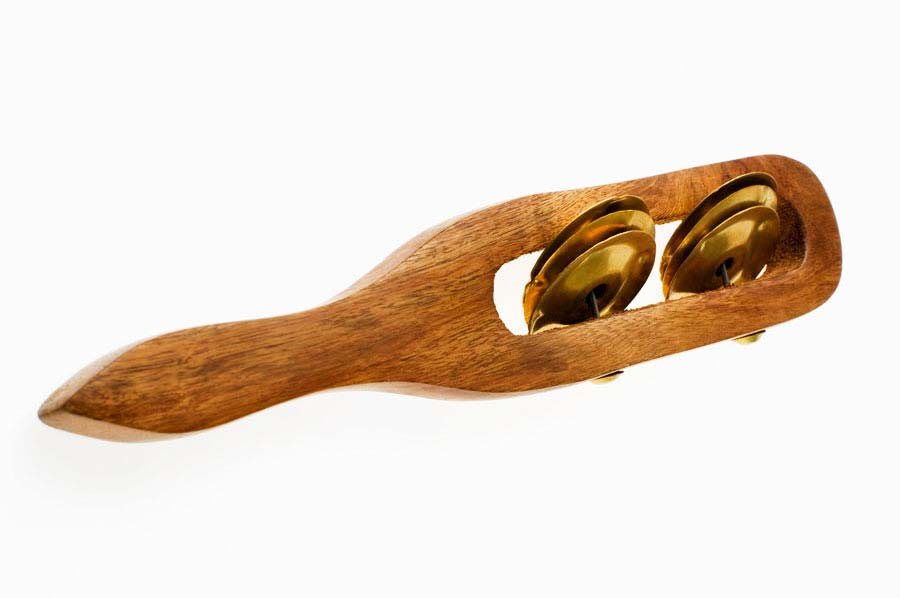
Un kartal manipuri.

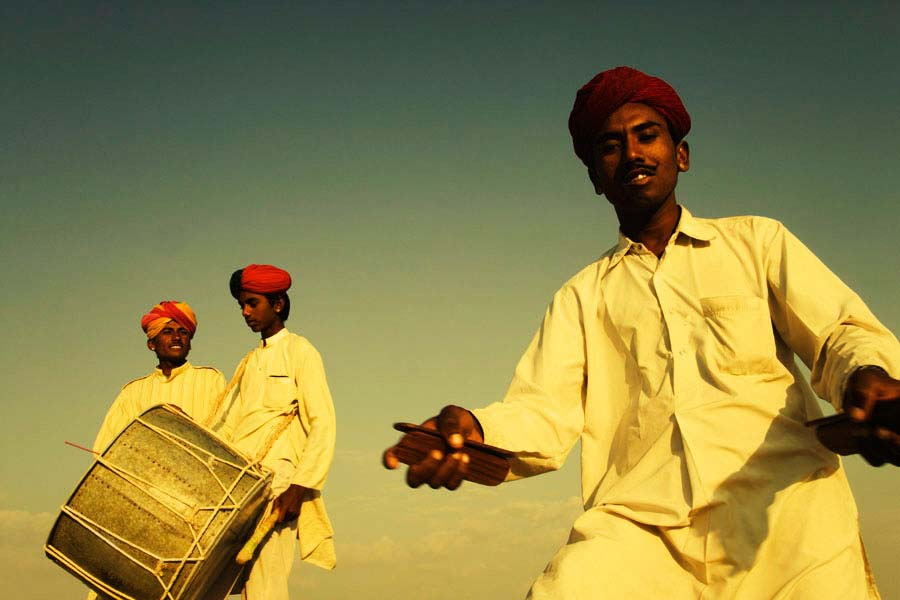
Un joueur de kartal (au premier plan).

Un kartal, kartalôn ou chaparôn est une sorte de castagnettes indiennes. Véritable instrument de musique à la technique très évoluée, il apparaît sous deux formes.

## Facture
Le kartal commun, rencontré surtout dans le folklore du Rajasthan et chez les musiciens itinérants, n'est constitué que de deux simples paires de petits bouts de bois plats, longs de 15 cm et larges de 8 cm. 
Le kartal manipuri inclut des clochettes ou des grelots. 

## Jeu
Les bouts de bois sont indépendants et tenus dans les paumes de chaque main, l'index faisant office de balancier entre les deux plaquettes. C'est un jeu d'équilibre et de « mouvement perpétuel » qui fait tenir les plaquettes en place, même si le musicien lance ses mains en l'air dans de grands moulinets afin d'obtenir des effets et une plus grande rapidité. Tous les rythmes indiens peuvent y être exécutés, et un bon joueur ne pâlira pas devant un joueur de tablâs. Le son produit est très sec et claquant.